# Đặng Xuân Hồng
Đặng Xuân Hồng là một sĩ quan cấp cao của Công an nhân dân Việt Nam, hàm Trung tướng. Ông hiện giữ chức vụ Cục trưởng Cục Đối ngoại, Bộ Công an, bắt đầu từ ngày 10 tháng 11 năm 2021. Trước khi giữ chức vụ này, ông là Thiếu tướng, Cục trưởng Bộ Công an.